# Jože Stabej
Jože Stabej, slovenski prevajalec, operni pevec, urednik in ugankar, * 21. avgust 1932, Maribor, Kraljevina Jugoslavija.

## Življenjepis
Jože Stabej se je rodil v Mariboru, na levem bregu reke Drave, kjer je preživel prvih devet let svojega življenja. Leta 1941 je bila vsa družina s strani nemških okupacijskih sil preseljena v Srbijo. Med vojno so živeli v Zemunu, pozneje pa so se preselili v Zagreb, kjer so dočakali konec vojne. Prva tri leta po osvoboditvi je preživel v rojstnem Mariboru, pozneje pa se je preselil v Ljubljano. Po maturi na klasični gimnaziji je nadaljeval študij na Filozofski fakulteti Univerze v Ljubljani na oddelku za svetovno književnost in literarno teorijo. Med njegovimi profesorji je bil slovenski literarni zgodovinar Anton Ocvirk, ki je od njih zahteval znanje francoskega jezika. 1960 je diplomiral na Filozofski fakulteti in na Akademiji za glasbo v Ljubljani na oddelku za operno igro.
Istega leta se je poročil, v zakonu s soprogo Mojco (slavistko) sta se jima rodila dva otroka, sin Marko Stabej, jezikoslovec slovenist in univerzitetni profesor, in hči Veronika Stabej, pedagoginja in anglistka, ki dela v diplomaciji Republike Slovenije. Je nekdanja veleposlanica v Franciji in Kanadi. Danes Jože Stabej živi v Hruševem v bližini Polhovega Gradca.

## Prevajalska dejavnost
Stabej je poznan po svojem širokem prevajalskem opusu (več kot 150 knjig), ki obsega popularno, biografsko, zgodovinsko, znanstveno in strokovno glasbeno literaturo. Njegov prvi prevod je bil roman angleškega pisatelja Cecila Scotta Foresterja Odloženo plačilo 1963. Stabej prevaja iz angleščine, francoščine, nemščine, italijanščine, ruščine in iz jezikov na ozemlju nekdanje Jugoslavije. Eden njegovih prvih prevodov je bil prevod zbirke kratke proze Iva Andrića Poti, obrazi, pokrajine v zgodnjih 1960-ih.
Prevajal je prejemnike Nobelove nagrade, kot so Nadine Gordimer, John Maxwell Coetzee, Ivo Andrić, Toni Morrison, Doris Lessing in Samuel Beckett, in ostale pomembne pisatelje, kot so Theodore Dreiser, Fulvio Tomizza, Sinclair Lewis, Louis Adamič, Italo Tomassoni, Frederic Lepage, Viktor Frankl. Prevajal je žanrsko različne avtorje, kot so Karl May, Victoria Holt, Agatha Christie, Mary Higgins Clark, Jules Verne, Giorgio Bassani, Jack London, Pierre Daninos, Edna Ferber in Susanna Tamaro.
Za svoje prevajalsko delo je 1986 dobil najvišje slovensko priznanje za prevajanje, Sovretovo nagrado, za prevod romansirane trilogije Williama Goldinga Obredi ob prehodu (To the Ends of the Earth).
Redno se udeležuje prevajalskih simpozijev in je aktiven član Društva slovenskih književnih prevajalcev. Zaradi njegove prevajalske odličnosti in uspehov ga je društvo leta 2007 imenovalo za svojega častnega člana.

## Uredniška dejavnost
Stabej je poleg prevajanja tudi aktivno urednikoval. Deloval je kot urednik na Radiu Ljubljana, pri tedenski reviji Tovariš, reviji Jana, na Delu pri urejanju Slovenskega almanaha, pri založbi Borec in pozneje pri založbi Mladika. Bil je tudi vodja prireditvene poslovalnice ljubljanskega Pionirskega doma.

## Ugankarska dejavnost
Širši javnosti je Stabej znan predvsem kot ugankar. Zanj, bodisi kot reševalca bodisi kot sestavljalca, je ugankarstvo darežljiva igra besed, združena z užitkom. Ljubezen do ugankarstva je prevzel od matere. Ugankarstvo se je po njegovem mnenju začelo v pradavnini, ko se je človek začel spraševati, zakaj grmi, zakaj se je nekaj zgodilo in zakaj se nekaj ni zgodilo. Stabej meni, da je lepota uganke v tem, da človeka zoperstavi nečemu neznanemu, vendar razrešljivemu.
Prve uganke je objavil leta 1949 v zagrebškem časopisu Problem pod psevdonimom Jozo. Pozneje je sodeloval pri slovenskih časopisih z ugankarsko vsebino bodisi kot sestavljalec ali urednik. V slovensko ugankarstvo je uvedel celo vrsto različnih križank, kot so italijanska križanka, križanka iz sredine, skrita križanka. Te vrste križank še danes ob številnih drobnih ugankah tvorijo jedro kakovostnega slovenskega ugankarstva.
V svojem ugankarskem opusu je delal dve leti kot urednik prve slovenske ugankarske revije Kaj veš, kaj znaš. Že od prve številke ugankarske revije KIH junija 1971 do zadnje številke (1075) avgusta 2015 je sodeloval pri reviji kot sestavljalec in imel v njej stalno rubriko. Na enak način nadaljuje delo pri reviji Kajveš?, ki nadaljuje tradicijo KIH-a. Redno objavlja v dnevniku Delo, kjer ima sobotna križanka z njegovim podpisom poseben status, naziv "stabejka". V njegovih križankah je vgrajeno vse tisto, kar po njegovem mnenju ustvarja vrhunski užitek v ugankarstvu.
Soodeloval je tudi z Radiem in Televizijo Slovenija kot snovalec kvizov, nekatere od teh je tudi vodil. Najbolj znan je bil kviz Križ Kraž z voditeljico Mišo Molk.
Do danes je sestavil več kot 1000 različnih vrst klasičnih križank in preko 4000 ostalih ugank. Izdal je tri knjige ugank. Sodeloval je kot član ekipe Slovenije na prvem svetovnem prvenstvu v ugankarstvu leta 1992 v New Yorku. Občasno se udeležuje turnirjev v igri Križemkražem.

## Pevska dejavnost
Svojo kariero opernega pevca je pričel v Ljubljanski operi kot basist, član opernega zbora. Pozneje je bil znan predvsem kot koncertni pevec. Nastopal je po celotni nekdanji Jugoslaviji in drugih državah, vključno z nekdanjo Sovjetsko zvezo in na Kitajskem. Veliko je snemal in za svoje delo leta 1982 prejel Betettovo nagrado. Je član Društva glasbenih umetnikov Slovenije, kjer je bil štiri leta predsednik.